# 上庫亞利尼克
46°55′44″N 30°30′29″E / 46.92889°N 30.50806°E
上庫亞利尼克（烏克蘭語：Верхній Куяльник）是位於烏克蘭西南部的村莊，由敖德萨州贝雷济夫卡区的伊萬尼夫卡市鎮負責管轄。該村始建於1924年，面積4.83平方公里，海拔高度18米，2001年人口196，人口密度每平方公里40.62人。